# Lara Flynn Boyle
Lara Flynn Boyle, född 24 mars 1970 i Davenport i Iowa, är en amerikansk skådespelerska. Hon har bland annat medverkat som Donna Hayward i TV-serien Twin Peaks (1990–1991) och Helen Gamble i TV-serien Advokaterna (1997–2003).

## Filmografi (urval)
- 1988 – Poltergeist III
- 1989 – How I Got Into College
- 1990 – The Rookie - Nykomlingen
- 1990–1991 – Twin Peaks (TV-serie) (30 avsnitt)
- 1991 – Where the Day Takes You
- 1991 – The Dark Backward
- 1991 – Mot maktens höjder
- 1992 – Wayne's World
- 1992 – Equinox
- 1993 – The Temp
- 1993 – Red Rock West
- 1994 – Trekant
- 1994 – Baby på vift
- 1994 – Dr. Kelloggs kur
- 1995 – Cafe Society
- 1997–2003 – Advokaterna (TV-serie) (132 avsnitt)
- 1997 – Afterglow
- 1998 – Den stora klassfesten
- 1998 – Happiness
- 1998 – Susan's Plan
- 2000 – Chain of Fools
- 2001 – Speaking of Sex
- 2002 – Men in Black II
- 2004–2005 – Huff (TV-serie) (fem avsnitt)
- 2005–2006 – Las Vegas (TV-serie) (åtta avsnitt)
- 2006 – Land of the Blind
- 2007 – Have Dreams, Will Travel
- 2009 – Baby on Board
- 2009 – Life Is Hot in Cracktown
- 2013 – Hansel & Gretel Get Baked